# Guatteria oblongifolia
Guatteria oblongifolia là loài thực vật có hoa thuộc họ Na. Loài này được Rusby mô tả khoa học đầu tiên năm 1907.